# Namdalseid
Namdalseid é uma comuna da Noruega, com 769 km² de área e 1 779 habitantes (censo de 2004).         